# Pierre Sanoussi-Bliss
Pierre Sanoussi-Bliss, né le 17 août 1962 à Berlin, est un acteur, réalisateur et scénariste allemand.

## Biographie

### Carrière
Pierre Sanoussi-Bliss naît le 17 août 1962 à Berlin d'un diplomate guinéen et d'une enseignante de l'ex-Allemagne de l'Est ,. Il est surtout connu du grand public pour le rôle d'Axel Richter dans la série télévisée Le Renard, de 1997 à 2015. Il a aussi prêté sa voix pour des livres audio allemands  comme  Salve Roma! de Akif Pirinçci et Was machen wir jetzt? de Doris Dörrie et a écrit en 2006 un livre destiné aux plus de 10 ans, Der Nix, traitant de la découverte de son identité sexuelle.

### Engagements
Pierre Sanoussi-Bliss un homme engagé auprès de plusieurs causes.

#### Cause homosexuelle
Il aurait déclaré lors d'un dîner de charité en faveur de Maneo, un projet berlinois contre l'homophobie :
Gewalt gegen Schwule und Lesben wird in den Medien kaum zur Kenntnis genommen – und wenn, dann nur auf reißerische Weise
Déclaration que l'on pourrait traduire par les violences contre les Gays et les Lesbiennes sont à peine relatées par les Médias - et quand elles le sont, c'est seulement de manière racoleuse

#### Représentations des personnes noires en Allemagne
Seul représentant du monde du spectacle lors du Sommet sur l'intégration organisée à la Chancellerie allemande en 2006, il présente un discours très remarqué sur le droit de se sentir bien dans sa peau en tant que Noir et Allemand en Allemagne.

#### Enfants gravement malades en milieu hospitalier
Il est ambassadeur honoraire d'une association non lucrative pour le soutien des familles des enfants gravement malades et leurs familles, la Stiftung Kinderhospiz Mitteldeutschland Nordhausen de Tambach-Dietharz.

## Filmographie (sélection)

### Films
- 1989 : Coming out de Heiner Carow (Lion d'argent - Berlinale 1990)
- 1994 : Keiner Liebt mich (Qui m'aime) de Doris Dörrie : Orfeo de Altamar
- 1998 : Alles wird gut d’Angelina Maccarone : Kofi Eke
- 2000 : Zurück auf Los ! (Retour à la case départ) de Pierre Sanoussi Bliss : Sam

### Séries télévisées
- 1996 : Alerte Cobra: Prise d'otages (Einstation für alle) (Saison 1 épisode 10) : Thomas

- 1997 - 2015 : Le Renard (169 épisodes) : Axel Richter
- 1997 : Inspecteur Derrick : Corruption (Eine kleine rote Zahl) (saison 24, épisode 1) : Andreas Zeisig
- 1998 : Inspecteur Derrick : Le Grand jour (Das Abschiedsgeschenk) (saison 25, épisode 5): Axel Richter
- 2002 : Angst isst Seele auf (Court métrage en hommage au film de Rainer Werner Fassbinder: Tous les Autres s'appellent Ali) - Réalisation : Shahbaz Nashir
- 2010 : Die Friseuse de Doris Dörrie : Le médecin urgentiste

## Théâtre (sélection)
- 1986: Rosa Laub, opéra-rock mis en scène de Klaus Gendries, Metropol Theater de Berlin: Karel
- 1987: Ein Schuss, 10 Pfennig!, mise en scène de Wolfgang Engel, Staatsschauspiel de Dresde
- 1987: Anatomie Titus Fall Of Rome, d’après Titus Andronicus de Shakespeare, mise en scène Wolfgang Engel, Staatsschauspiel de Dresde: Le fils de Tamora
- 1989: Bills Ballhaus, mise en scène Uwe Lohse, au Friedrichstadtpalast de Berlin
- 1990: The Romaticks, mise en scène Uwe Lohse, au Friedrichstadtpalast de Berlin: El Gallo
- 1991: Combat de nègre et de chiens (Der Kampf des Negers und der Hunde) de Bernard-Marie Koltès, mise en scène Tobias Wellemeyer, Staatsschauspiel de Dresde: Alboury
- 1992: Unbeständigkeit des Herzens, mise ne scène Tobia Wellemeyer
- 1992: Jules César de Shakespaere, mise en scène Peter Stein, festival de Salzbourg: Pindarus
- 1992: Die Geisel, mise en scène Thomas Langhoff, Deutsches Theater de Berlin
- 2016: Ziemlich beste Freunde, d’après les Intouchables, film réalisé par Olivier Nakache et Éric Toledano, mise en scène Jan Bodinus, Schlossfestspiele (Fête du château) de Neersen : Driss
- 2017: Miss Daisy und ihr Chauffeur, mise en scène Andreas Lachnit,  Schlosstheater (théâtre du château) de Neuwied: Hoke Colburn
- 2017: Ein seltsames Paar, mise en scène Marten Sand, Seefestival (festival de la mer) de Wustrau: Felix
- 2018: Peer Gynt de Hendrik Ibsen, mise en scène Robert Schuster, festival de Bad Hersfeld: Mr von Eberkopf
- 2018: Miss Daisy und ihr Chauffeur, mise en scène Pierre Sanoussi Bliss, Kleines Theater de Berlin: Hoke Coleburn [6]
- 2019: The Addams Family, d’après la comédie musicale d’Andrew Lippa, mise en scène Franz-Joseph Dieken, Burgfestspiele (fête du château) de Jagthausen: Mr Mal Beineke [7]
- 2019: Götz von Berlichingen de Goethe, mise en scène Sewan Latchinian, Burgfestspiele (fête du château) de Jagthausen: Götz von Berlichingen [8]
- 2019: Ich bin nicht Rappaport, mise en scène Sewan Latchinian, Kammerspiele de Hambourg: Midge Carter [9]

Source des références théâtrales:
- (de) Cet article est partiellement ou en totalité issu de l’article de Wikipédia en allemand intitulé « Pierre Sanoussi-Bliss » (voir la liste des auteurs).